# Mesoleptidea prosoleuca
Mesoleptidea prosoleuca là một loài tò vò trong họ Ichneumonidae.